# Кручені паничі

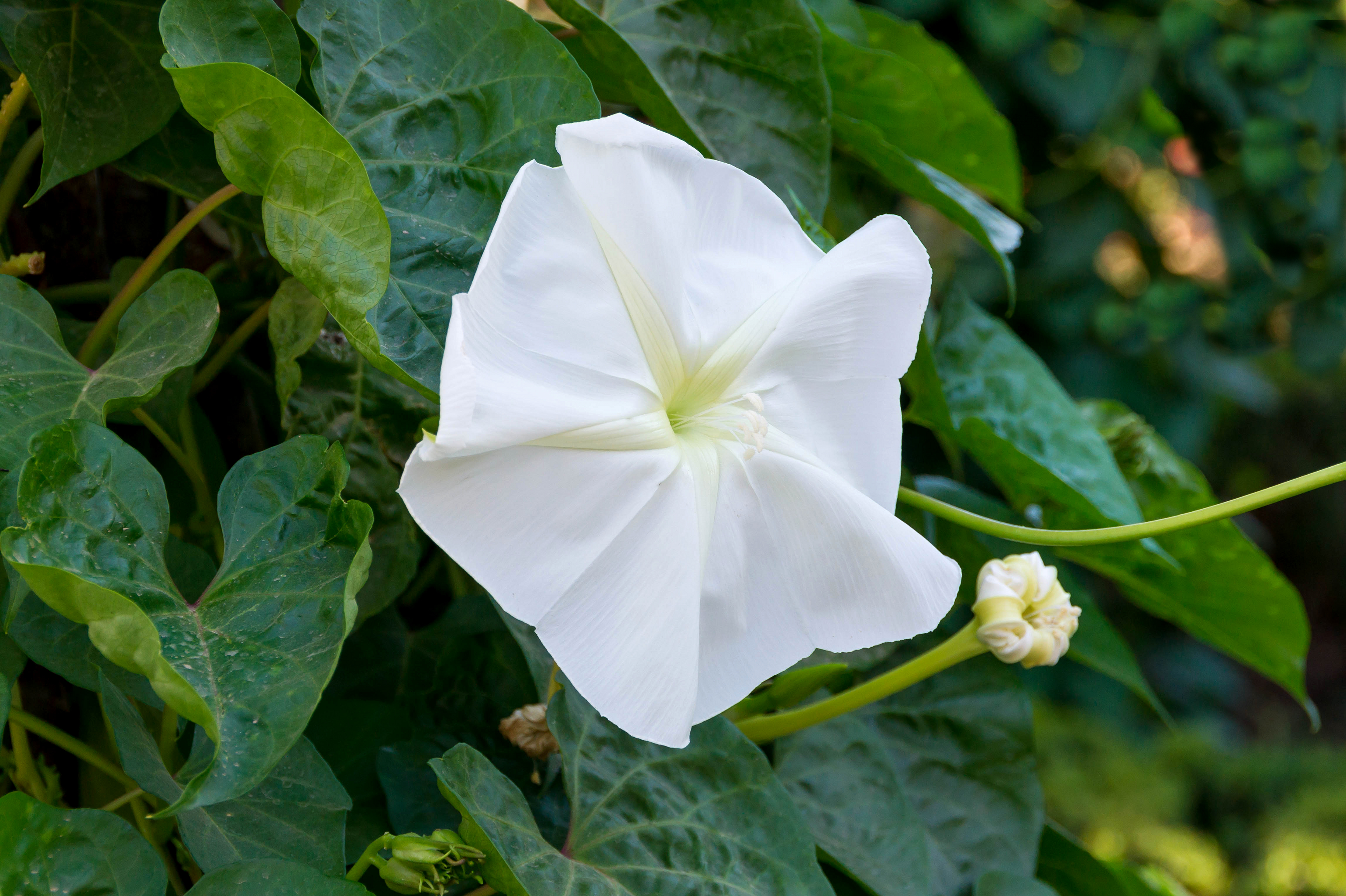
Ipomea alba

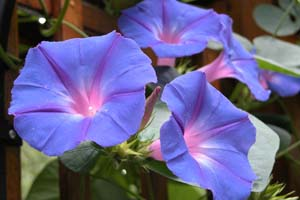
Ipomoea grandiflora

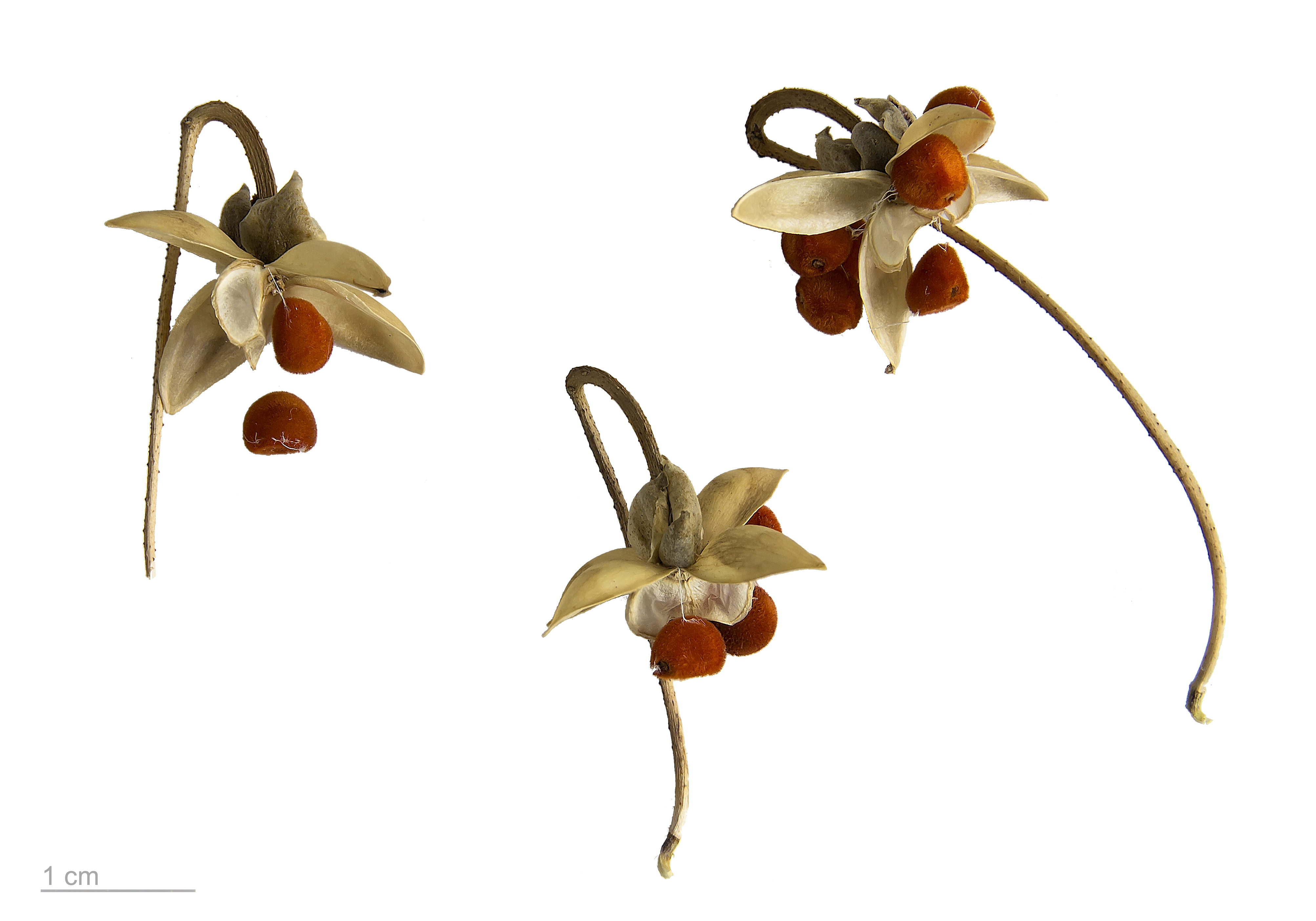
Ipomoea transvaalensis - Тулузький музей

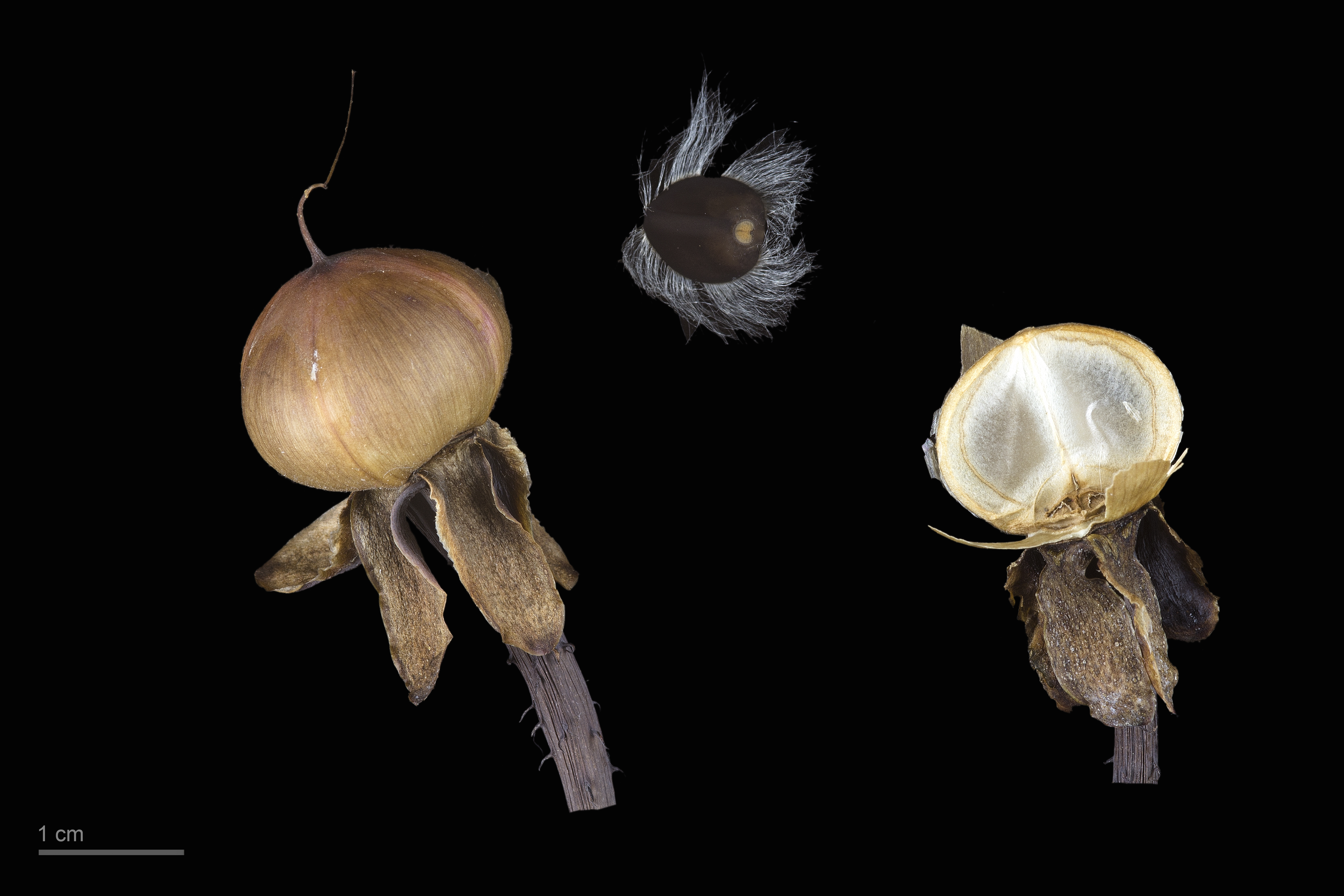
Ipomoea setosa - Тулузький музей

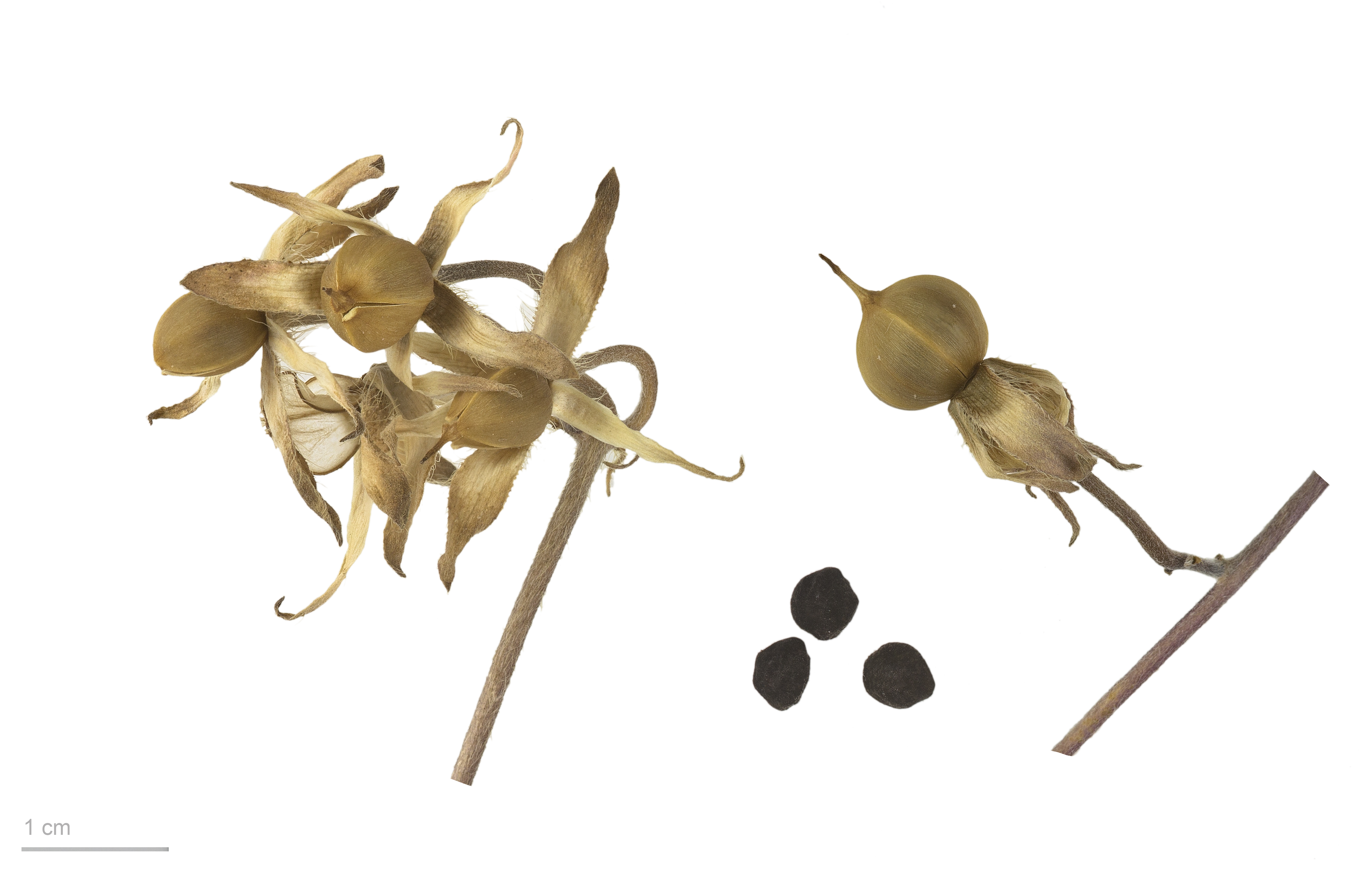
Ipomoea muricata - Тулузький музей

Кручені паничі, іпомея, витень (Ipomoea) — рід квіткових рослин, що нараховує 306 видів, є найбільшим родом родини берізкові (Convolvulaceae).
Представники роду зустрічаються всюди по тропічних та субтропічних регіонах світу, та включає однорічні та багаторічні трав'яні рослини, ліани, чагарники та невеликі дерева; більшість різновидів — в'юнкі рослини. Багато садових декоративних різновидів відомі як Ранкове сяйво, популярні у садах завдяки красивим квітам.
Рід включає важливі харчові культури: батат (Ipomoea batatas) та водяний шпинат (Ipomoea aquatica).

## Види
- Ipomoea alba L.
- Ipomoea amnicola Morong
- Ipomoea aquatica — Іпомея водяна, або Водяний шпинат
- Ipomoea batatas (L.) Lam. — Батат
- Ipomoea cairica Sweet.
- Ipomoea cordifolia Carey ex Voight
- Ipomoea costata
- Ipomoea costellata Torr.
- Ipomoea cristulata Hallier f.
- Ipomoea dumetorum Willd. ex Roemer & J.A.Schultes
- Ipomoea eggersiana Peter
- Ipomoea eggersii (House) D.Austin
- Ipomoea hederacea Jacq. — кручені паничі плющові
- Ipomoea hederifolia L.
- Ipomoea horsfalliae Hook.f.
- Ipomoea imperati (Vahl) Griseb.
- Ipomoea indica (Burm.f.) Merr.
- Ipomoea jalapa (L.) Pursh.
- Ipomoea krugii Urban
- Ipomoea lacunosa L.
- Ipomoea leptophylla Torr.
- Ipomoea lindheimeri Gray
- Ipomoea littoralis Blume
- Ipomoea lobata (Cerv.) Thell.
- Ipomoea longifolia Benth.
- Ipomoea macrorhiza Michx.
- Ipomoea mauritiana Jacq.
- Ipomoea meyeri (Spreng.) G.Don
- Ipomoea microdactyla Griseb.
- Ipomoea nil (L.) Roth
- Ipomoea obscura (L.) Ker Gawl.
- Ipomoea ochracea (Lindl.) G.Don
- Ipomoea pandurata (L.) G.F.W.Mey.
- Ipomoea pes-caprae (L.) R.Br.
- Ipomoea plummerae Gray
- Ipomoea pubescens Lam.
- Ipomoea purga (Wender.) Hayne — Ялапа справжня
- Ipomoea purpurea (L.) Roth. — Іпомея пурпурова (кручені паничі пурпурові)
- Ipomoea quamoclit L.
- Ipomoea repanda Jacq.
- Ipomoea rupicola House
- Ipomoea sagittata Poir.
- Ipomoea setifera Poir.
- Ipomoea setosa Ker Gawl.
- Ipomoea shumardiana (Torr.) Shinners
- Ipomoea sloteri
- Ipomoea steudelii Millsp.
- Ipomoea tenuiloba Torr.
- Ipomoea tenuissima Choisy
- Ipomoea ternifolia Cav.
- Ipomoea thurberi Gray
- Ipomoea tricolor Cav. — кручені паничі блакитні
- Ipomoea triloba L.
- Ipomoea tuboides O.Deg. & van Ooststr.
- Ipomoea turbinata Lag.
- Ipomoea violacea L. — Ранкове сяйво
- Ipomoea versicolor
- Ipomoea wrightii Gray